# 1860 ve fotografii

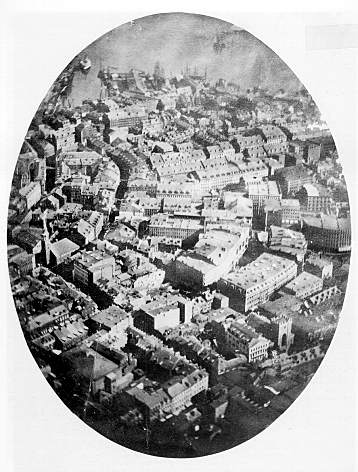
James Wallace Black: Boston, jak ho vidí orel a divoká husa, 1860

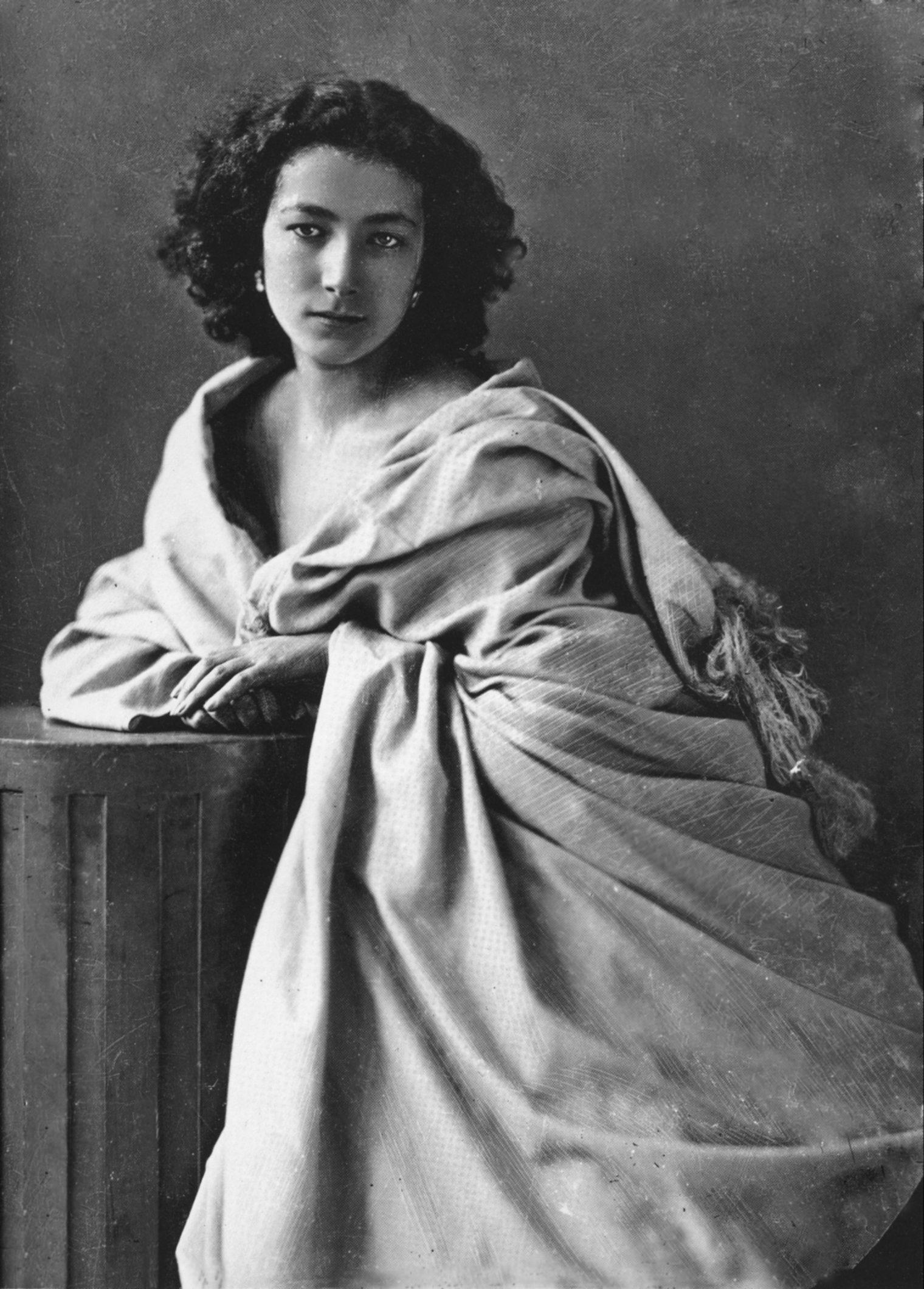
Nadarův portrét Sarah Bernhardtové, 1860

Tento článek obsahuje významné fotografické události v roce 1860.

## Události

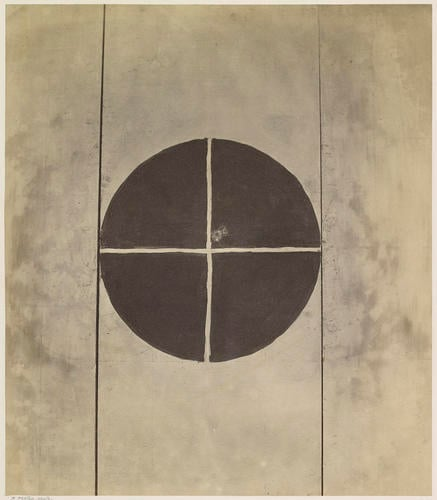
Anglický fotograf Roger Fenton pořídil snímek Královnin terč

- 13. října – James Wallace Black pořídil první úspěšné fotografie ze vzduchu ve Spojených státech ve spolupráci s balónovým plavcem Samuelem A. Kingem v Kingově horkovzdušném balónu Královna vzduchu. Vyfotografoval Boston z výšky 400m na 8 skleněných deskových negativů. Jeden z dobrých snímků nazval Boston, jak ho vidí orel a divoká husa. Byl to vůbec první snímek města ze vzduchu.
- Nadar pořídil portrét mladé a ještě neznámé herečky Sarah Bernhardtové. Vznikl tak Nadarův portrét Sarah Bernhardtové.
- Francouz Gustave Le Gray dokumentoval Expedici tisíce přes Sicílii během hnutí za svobodu Risorgimento v Itálii a také vytvořil několik portrétů vojevůdce Giuseppe Garibaldiho a jeho generálů.
- Anglický fotograf Roger Fenton pořídil snímek Královnin terč

## Narození v roce 1860
- 29. února – Augustine Bulteau, francouzská novinářka, prozaička a fotografka († 22. září 1922)
- 2. března – Lucien Briet, francouzský fotograf, speleolog, průzkumník a lektor († 4. srpna 1921)
- 28. března – Julien Gérardin, francouzský právník a fotograf († 9. června 1924)
- 5. května – Johannes Hauerslev, dánský fotograf († 21. října 1921)
- 23. června – Mathilda Ranch, švédská fotografická průkopnice († 11. června 1938)
- 26. června – Elizabeth Hawkins-Whitshed, irská fotografka († 27. července 1934)
- 31. července – Mary Vauxová Walcottová americká malířka, fotografka a přírodovědkyně, známá svými akvarelovými obrazy volně rostoucích květin († 22. srpna 1940)
- 4. srpna – Albin Roosval, švédský fotograf († 13. listopadu 1943)
- 13. srpna – Willem Witsen, nizozemský malíř a fotograf († 13. dubna 1923)
- 15. srpna – Kolë Idromeno, albánský fotograf († 12. prosince 1939)
- 29. září – Kazumasa Ogawa, japonský fotograf († 7. září 1929)
- 16. října – Emma Justine Farnsworthová, americká fotografka († 23. ledna 1952)
- 28. října – George Edward Anderson, raný americký fotograf známý portréty a dokumentárními fotografiemi raných historických míst Církve Ježíše Krista a osad v Utahu († 9. května 1928)
- 29. října – Johan Meyer, norský profesor architektury a fotograf († 23. ledna 1940)
- 29. prosince – Charles Franklin Reaugh, americký umělec, fotograf, vynálezce a učitel († 6. května 1945)
- ? – Achille Delmaet, francouzský fotograf († ?)
- ? – Marie Gleditschová, norská portrétní fotografka, působila v Christianii asi od roku 1895 až do roku 1905 († 10. června 1925)
- ? – Marcelia Hammerová, norská fotografka působící v Kabelvågu (8. ledna 1860 – 13. března 1928)
- ? – Adolphe Burdet, nizozemský fotograf a filmař, známý svými filmy a fotografiemi ptáků (19. září 1860 – 1. srpna 1940)

## Úmrtí v roce 1860
- 12. dubna – Bedřich Franz, fyzik, matematik a fotograf (* 1. prosince 1796)
- ? – Otis H. Cooley, americký fotograf (* 1820)
- ? – Ivan Hudovskyj, ukrajinský umělec, fotograf, přítel básníka Tarase Ševčenka